# Leonora Baroni
Leonora Baroni (diciembre de 1611 – 6 de abril de 1670) fue una cantante, e intérprete y compositora de tiorba, laúd y violista italiana. 
Era hija de Adriana Basile, una cantante virtuosa, y Mutio Baroni. Leonora Baroni nació en la corte de la familia Gonzaga en Mantua. Cantó junto con su madre y su hermana Caterina en la corte y por toda Italia, incluyendo Nápoles, Génova, y Florencia. Fue admirada no solo por sus habilidades como música, en las cuales estaba prácticamente eclipsada por su madre, sino por sus formas educadas y refinadas. Baroni fue honrada por poetas como Fulvio Testi y Francesco Bracciolini, quienes le dedicaron poemas, como así lo hicieron también algunos nobles como Abalean Gentilicio y el entonces cardenal Clemente IX. Estos poemas fueron recopilados y publicados como Applausi poetici alle glorie della Signora Leonora Baroni en 1639 y reimpresos en 1641. John Milton posteriormente le escribió una serie de epigramas titulados Ad Leonoram Romae canentem.
En 1633, Baroni se trasladó con su madre a Roma, donde cantó en muchas representaciones en el Palacio Barberini. El 27 de mayo de 1640 Baroni se desposó con Giulio Cesare Castellani, secretario personal del Cardenal Francesco Barberini.
En febrero de 1644 Baroni se trasladó a la corte francesa de Ana de Austria por un breve periodo, pero en abril de 1645 volvió a Roma, donde actuó como música de cámara. Aparentemente no tuvo repercusión en París, quizá debido a su estilo italiano de canto ornamentado sonaba demasiado a extranjero para la corte parisina.